# Consejo Noruego para Refugiados
El Consejo Noruego para los Refugiados (NRC, en noruego: Flyktninghjelpen) es una organización no gubernamental humanitaria que protege los derechos de las personas afectadas por el desplazamiento. Esto incluye a refugiados y desplazados internos que se ven obligados a huir de sus hogares como resultado de conflictos, violaciones de derechos humanos y violencia aguda, así como el cambio climático y desastres naturales.

## Historia
El NRC es política independiente y no tiene afiliación religiosa.   Es la única organización noruega que se especializa en esfuerzos internacionales para brindar asistencia, protección y soluciones duraderas a las personas afectadas por el desplazamiento. El NRC emplea aproximadamente a 16.500 funcionarios y trabajadores de incentivos en 32 países de África, Asia, América del Sur, Europa y Oriente Medio  La sede principal del NRC se encuentra en Oslo y cuenta con alrededor de 280 empleados.
Además, la organización tiene presencia en Bruselas, Ginebra, Washington D. C., Berlín, Londres y Adís Abeba. 
El NRC se estableció en 1946 con el nombre de "Europahjelpen" ("Ayuda a Europa"), para ayudar a los refugiados en Europa después de la Segunda Guerra Mundial. En 1953, la organización cambió a su nombre actual, Consejo Noruego para los Refugiados (NRC). Hoy, el NRC está organizado como una fundación privada e independiente.
El enfoque principal del NRC es la provisión de ayuda humanitaria durante la fase de emergencia de un conflicto o desastre natural. Persigue un enfoque holístico basado en los derechos que incluye socorros de emergencia y recuperación temprana, al tiempo que promueve la resiliencia y soluciones sostenibles para el desplazamiento.
Jan Egeland asumió el cargo de Secretario General en agosto de 2013, reemplazando a Elisabeth Rasmusson, quien fue nombrada para el cargo de Subdirectora Ejecutiva del Programa Mundial de Alimentos (PMA).
La organización es una continuación del “Ayuda a Europa”, que se estableció en 1946. En inglés se le conoce como Norwegian Refugee Council, NRC. Trabaja en estrecha colaboración con el Alto Comisionado de las Naciones Unidas para los Refugiados y varias otras organizaciones de ayuda internacionales y de las Naciones Unidas.

## Actividades principales
Refugio: Refugio de emergencia, vivienda, escuelas y establecimiento de otras formas de infraestructura pública.
Seguridad alimentaria: Distribución de alimentos y artículos de socorro no alimentarios.
Información, asesoramiento y asistencia legal (ICLA): Las áreas de enfoque incluyen vivienda, derechos de propiedad y tierra, documentación legal, apatridia y procedimientos de estatus de refugiado.
Agua, saneamiento e higiene: Acceso a agua potable, saneamiento e instalaciones de gestión de residuos.
Educación: Programas de educación dirigidos a niños y jóvenes.
Gestión de campamentos: Coordinación de servicios en campamentos de refugiados y en campamentos de desplazados internos.

## Alcance
NRC tiene definidas áreas especiales para ayudar a las personas que huyen:
- Seguridad alimenticia
- Acceso a agua limpia
- Refugio
- Gestión de campamentos
- Asistencia legal
- Educación

Además, la organización se percibe a sí misma como una defensora de los refugiados que puede proporcionar información e influir en las políticas en apoyo de los derechos de los refugiados. La organización tiene un centro de documentación sobre desplazados internos, el Centro de Monitoreo de Desplazamientos Internos (IDMC). El centro se estableció en 1998 y tiene su sede en Ginebra. El IDMC realiza un mapa de las personas que huyen dentro de sus propios países e informa sobre su situación.
El NRC también dirige una fuerza de respuesta de emergencia, NORCAP, que ayuda a las Naciones Unidas, así como a otras organizaciones internacionales, instituciones regionales y autoridades nacionales en relación con situaciones de crisis humanitaria. Esta fuerza incluye alrededor de 1.000 mujeres y hombres que pueden viajar rápidamente a cualquier parte del mundo. NORCAP está financiado por el Ministerio de Relaciones Exteriores de Noruega (MFA).

## Agencias
En 1998, el NRC estableció el Centro de Monitoreo de Desplazamientos Internos (IDMC) en Ginebra. El IDMC contribuye a mejorar las capacidades nacionales e internacionales para ayudar a las personas desplazadas de todo el mundo. El IDMC también desarrolla estadísticas y análisis sobre el desplazamiento interno, incluido el análisis encargado para su uso por las Naciones Unidas.
La NORCAP es una lista de reserva operada por el NRC y financiada por el Ministerio de Relaciones Exteriores de Noruega, que consta de 650 hombres y mujeres de Noruega, África, Asia, Medio Oriente y América Latina. Desde su establecimiento en 1991, los expertos de la NORCAP han sido enviados a más de 7000 misiones en todo el mundo.

## Secretario General del Consejo Noruego para los Refugiado

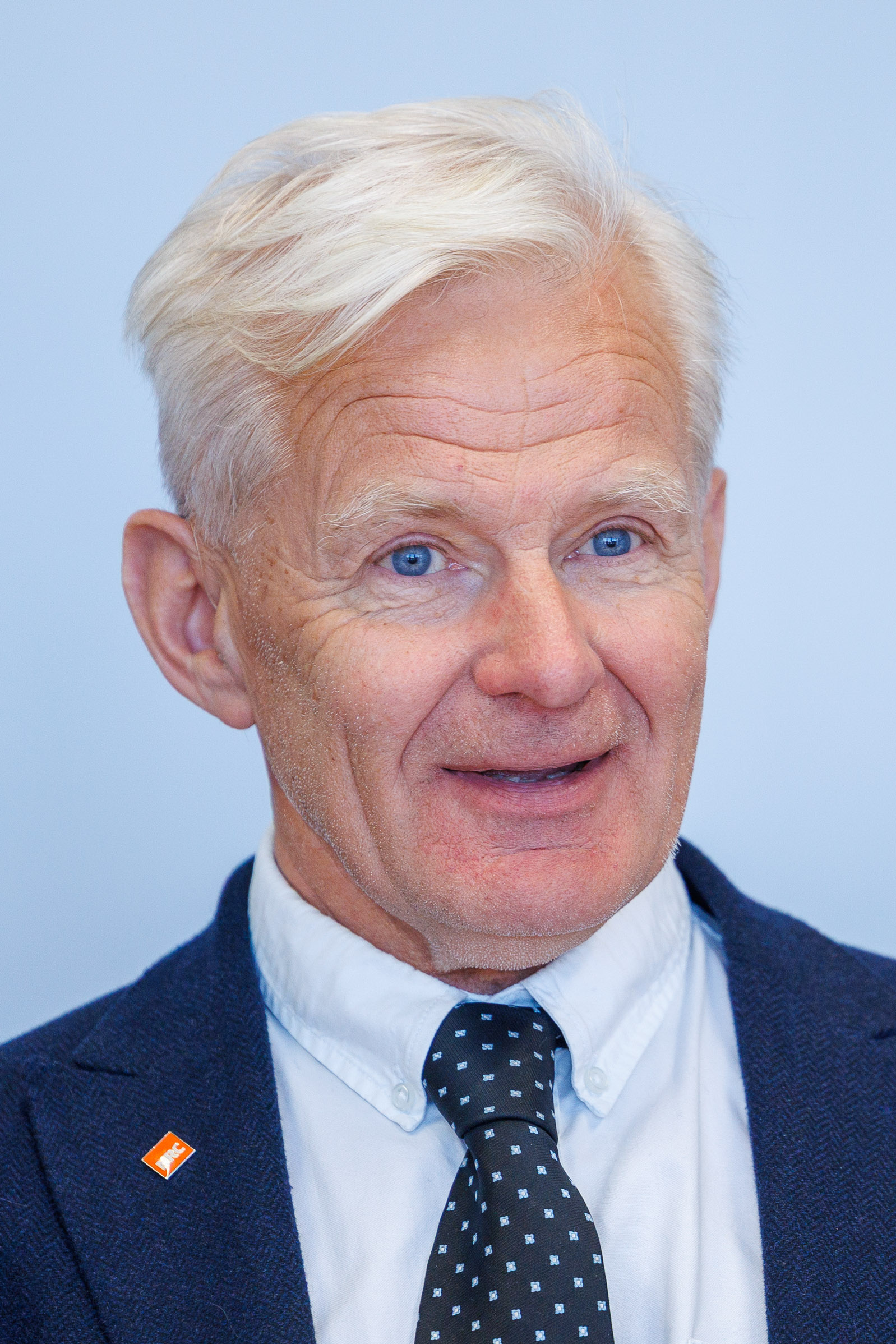
Jan Egeland, 2025.

- Knut Okkehaug 1953-1956
- Arne Fjellbu 1956-1960
- Wilhelm S. Bøe 1960-1980
- Ruth Ryste 1980
- Eva Dunlop 1981-1990
- Trygve G. Nordby 1990-1994, 1995-1997
- Gunnar F. Andersen 1994-1995
- Ola Metliaas 1997-1999
- Steinar Sørlie 2000-2002
- Raymond Johansen 2002-2005
- Thomas Colin Archer 2006-2008
- Elisabeth Rasmusson 2008-2013
- Jan Egeland 2013

## Publicaciones
Anteriormente, el NRC publicaba la revista "Perspective" cuatro veces al año. La revista se centraba en las dimensiones humanitarias de la política internacional. La revista estuvo a la venta en más de 15 países.

## Premios y reconocimientos

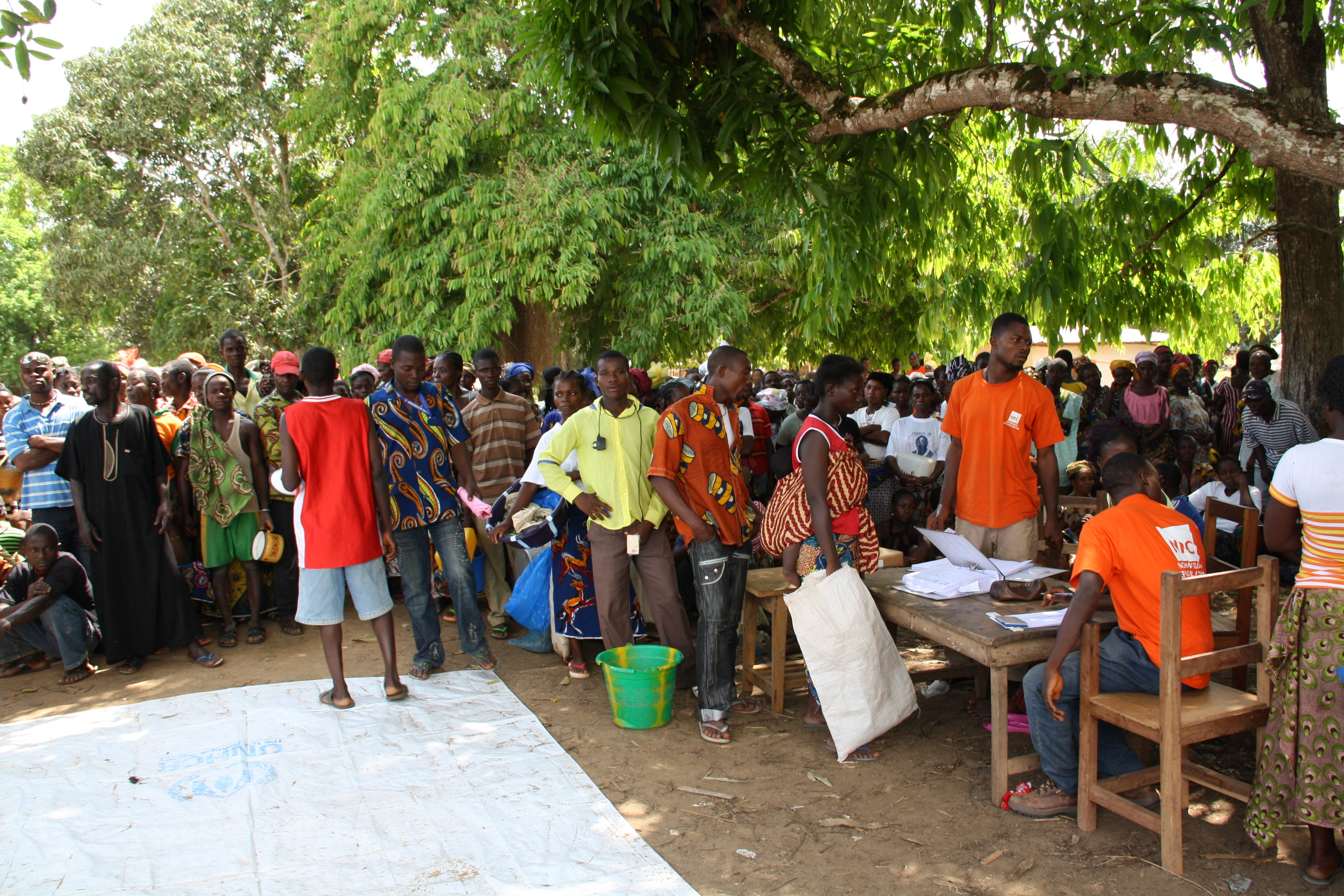
Marfileños desplazados hacen cola para recibir alimentos en un sitio de distribución de ACNUR/Consejo Noruego para los Refugiados en Liberia. La ONU está pidiendo asistencia urgente para ayudar a decenas de miles de refugiados marfileños que han cruzado la frontera hacia Liberia como resultado de los feroces combates en Costa de Marfil.

El Premio Nansen es un premio internacional que otorga anualmente el Alto Comisionado de las Organización de las Naciones Unidas para los Refugiados (ACNUR) a una persona o grupo por su destacada labor en favor de los desplazados por la fuerza. Desde el año 2009, el NRC ha estado trabajando con el ACNUR para organizar y llevar a cabo la ceremonia. El premio consiste en una medalla conmemorativa y un premio monetario de US $100.000 donados por los gobiernos de Noruega y Suiza.
El NRC otorga el Premio Perspectiva a personas o medios de comunicación que se han destacado en la difusión de noticias internacionales y en arrojar luz sobre temas internacionales. En el 2011, Sidsel Wold, uno de los corresponsales de Midtausten en NRK, ganó el premio. En el 2012, el galardonado fue el fotógrafo de VG Espen Rasmussen, y en 2013, el periódico Aftenposten Junior recibió la distinción.

## Incidente de secuestro de 2012
En julio de 2012, dos vehículos que transportaban a una delegación de alto nivel del Consejo Noruego de Refugiados fueron emboscados fuera de un campamento de Dadaab. Un conductor murió y cuatro miembros del personal internacional fueron secuestrados. Según el portavoz del Consejo Noruego para los Refugiados, se había realizado un análisis de riesgo antes de los movimientos a través de Dadaab y se declaró seguro para viajar. Un comandante de la policía de Kenia dijo que se había concertado el uso de un escolta de seguridad para acompañar a la delegación, pero el grupo se negó.